# 珍珠港 (電影)
《珍珠港》（英語：Pearl Harbor）是一部由正金石影業於2001年發行，以珍珠港事件為題材重新改編成的戰爭電影。麥可·貝執導，傑瑞·布洛克海默和麥可·貝等人監製。布洛克海默的團隊在《珍珠港》之前，就以專注於這樣輝煌的大製作電影（例如《世界末日》和《絕地任務》等片）而聞名。電影末段有關於空襲東京，劇情改編自美國在第二次世界大戰中首次空襲日本本土的真實事件。
電影的主體拍攝於2000年4月10日開始，拍攝地包含夏威夷、洛杉矶、英格兰、旧金山和下加利福尼亞州。

## 剧情
1923年，两位田纳西男孩雷夫·麦考利和丹尼·沃克，裝出打德国佬的样子，钻入雷夫父亲的双翼飞机，不慎启动飞机，初次尝到了飞行的滋味。丹尼的父亲为此将儿子拖回家，训斥他不许跟雷夫玩，还打了他一顿，雷夫骂丹尼父亲是“肮脏的德国佬”，老丹尼则辩解称自己曾在一战期间跟德国人打过战壕战，他希望孩子们永远不会目睹战争的恐怖。
1940年，成年的雷夫和丹尼是詹姆斯·杜立德上尉指挥下的陆军航空兵中尉。雷夫体检时，遇到了年轻美丽的海军护士伊芙琳·约翰逊，护士在他的哀求下蓄意不點破他導致視力檢驗不合格的閱讀障碍。两人很快就坠入爱河。然而，雷夫主动参加英国皇家空军雄鹰中队。雷夫前往英格兰前，答应伊芙琳会回到她的身边。伊芙琳和丹尼被转到各自前往珍珠港的部队。雷夫進攻飞越英吉利海峡的德軍轟炸機隊时先是和隊友合力擊落一架轟炸機，擊落了兩架德軍的Bf 109戰鬥機，但之後被埋伏在雲堆中的BF-109攻擊導致漏油起火而墜落，人们都认为他在行动中丧生。三个月后，伊芙琳和丹尼共同想到雷夫，意外发展了双方的感情。1941年12月6日晚，从事故中幸存的雷夫，滞留在被占领的法国后意外返回。他看到伊芙琳和丹尼走得贴近，感觉自己受到遭人背叛伤害，两位挚友在草裙舞酒吧打了起来。翌日早晨，两人的美梦被日军零式战机袭击珍珠港的炮火所惊醒。
令人措手不及的日军，猛烈轰炸珍珠港的战舰和其他機場。伊芙琳和同事将伤者抬进医院，却面临着决定伤者去留的抉择。同时，雷夫和丹尼衝去倖存的機場駕駛能用的P-40起飛，利用鲁莽的战术，从空中击落7架日军零式战机。两人随后前往医院，伊芙琳将两人的血给了数百位伤兵，并救助仍在港口等待援助的人们。此后，生者为死者举办追悼会，而美国正式对日本宣战。雷夫和丹尼获升上尉，获颁银星勋章，并分配到杜立德中校那里，执行一项危险的绝密任务。出发前，伊芙琳告诉雷夫，自己有了丹尼的身孕，尽管她担心会影响雷夫专注于即将到来的任务。她表示要留在丹尼身边，但会在内心深处一样爱着雷夫。罗斯福总统告诉人们，日本不会逃过轰炸。丹尼、雷夫和其他的B-25米切尔型轰炸机，从大黄蜂号航空母舰起飞，轰炸了日本本土及其韓国殖民地的港灣。两架轟炸機燃料耗尽迫降在中國農地，却被日本人俘获。正当雷夫将要被日軍擊斃时，丹尼将士兵推倒後並幫雷夫擋子彈，其他队友将其余士兵击退。雷夫将垂死的丹尼抱在怀里，告诉丹尼快要当爸爸了不能死。雷夫在中國士兵的幫助下成功回國，丹尼临终前托付雷夫收养孩子。几年后，雷夫和伊芙琳带着丹尼的儿子，来到田纳西的农场，祭丹尼·沃克的坟墓。雷夫随后带着他的養子駕飞机，飛向晚霞落日。

## 主要演員

### 虛構人物
- 班·艾佛列克 飾 雷夫·麥考利（美國陸軍航空軍中尉、上尉）
- 喬許·哈奈特 飾 丹尼·沃克（美國陸軍航空軍中尉、上尉）
- 凱特·貝琴薩 飾 伊芙琳·強生（美國海軍護士）
- 潔米·金 飾 貝蒂·蓓兒（海軍護士）
- 珍妮佛·嘉納 飾 珊卓護士
- 布蘭登·洛扎諾 飾 丹尼·麥考利（丹尼和伊芙琳的遗腹子）

### 真實人物
- 電影中伊芙琳·強生（美國海軍護士）這一角色，是根據當年經歷過珍珠港事件的護士們之訪談改編而成。
- 亞歷·鮑德溫 飾 詹姆斯·哈羅德·杜立德上校（東京空襲指揮官）
- 強·沃特 飾 美國總統羅斯福
- 小庫珀·古丁 飾 多里斯·米勒（美國海軍中士（英语：Petty officer, second class）、西維吉尼亞號戰艦艦艇廚師，其於珍珠港事件中的英勇舉動，被授予海軍十字勳章）
- 彼得·弗斯 飾 莫文·班尼恩（英语：Mervyn S. Bennion）（美國海軍上校、西維吉尼亞號艦長，十分照顧米勒，在珍珠港指揮作戰時陣亡）
- 科姆·費爾 飾 哈斯本·金梅爾（美國海軍上將、珍珠港事件時任美國太平洋艦隊指揮官，事件後由尼米茲和阿诺德接管其職務。）
- 岩松信 飾 山本五十六（日本帝國海軍聯合艦隊司令長官）；但是，當年實際在前線指揮偷襲珠珍港的將領其實是南雲忠一。
- 田川洋行 飾 源田實（日本帝國海軍第一航空艦隊航空參謀）

## 真實飛機
- 噴火式戰鬥機（雷夫的座機，之前的駕駛者奮力飛回基地才斷氣，經整修後由雷夫駕駛。）
- 颶風戰鬥機
- Bf 109
- Fw 190
- P-40戰鷹戰鬥機
- 零式戰鬥機（電影中使用了綠色的零式二二型戰鬥機，事實上空襲珍珠港的是飴色的零式二一型戰鬥機）
- 九七式艦上攻擊機（被歐胡島雷達站誤判是從北加州飛來的B-10轟炸機和B-17轟炸機，這處情節符合歷史。）
- B-25轟炸機（空襲東京用機）

## 奖项
- 第74届奥斯卡金像奖 - 获得最佳音效剪輯奖。另有三项被提名：最佳混音、最佳视觉效果奖、最佳原创歌曲奖[5][6]
- 第59屆金球奖 - 提名：最佳原创配乐、最佳原创歌曲（英语：Golden Globe Award for Best Original Score）